# Alopecosella pelusiaca
Alopecosella pelusiaca är en spindelart som först beskrevs av Jean Victor Audouin 1826.  Alopecosella pelusiaca ingår i släktet Alopecosella och familjen vargspindlar. Inga underarter finns listade i Catalogue of Life.